# Мария Элеонора Бранденбургская
Мария Элеонора Бранденбургская (нем. Maria Eleonora von Brandenburg; 11 ноября 1599[…], Кёнигсберг — 18 марта 1655, Стокгольм) — принцесса Бранденбургская, в замужестве королева Швеции, супруга короля Густава II Адольфа, двоюродная сестра курляндского герцога Якоба Кетлера.

## Биография

### Принцесса Бранденбургская
Мария Элеонора — дочь курфюрста Иоганна Сигизмунда Бранденбургского и Анны Прусской, дочери герцога Альбрехта Фридриха Прусского. Её мать приходилась старшей сестрой Софии Прусской, которая вышла замуж за Вильгельма Кетлера, младшего сына первого курляндского герцога Готхарда Кетлера, и стала матерью его единственного сына Якоба, после чего скоропостижно умерла.
Принцесса воспитывалась матерью в лютеранском вероисповедании, несмотря на то, что её отец был реформатом. Мария Элеонора познакомилась со своим будущим мужем Густавом Адольфом в 1618 году в Берлине, куда тот прибыл инкогнито под именем «полковник Гарс», чтобы посмотреть на невесту. Мать Марии Элеоноры Анна всячески способствовала этому браку, а в лагере католиков в сближении Бранденбурга и Швеции увидели угрозу. Поэтому король Польши Сигизмунд III попросил руки принцессы для своего сына Владислава. Несмотря на то, что курфюрст Иоганн Сигизмунд был согласен с такой партией для дочери, его жена Анна настояла на своём.
Шведское посольство, прибывшее на подписание брачного договора на восьми кораблях, возглавлял риксканцлер Аксель Оксеншерна. Скептическое отношение Иоганна Сигизмунда обусловило гибкий подход шведов к переговорам и быстрое заключение договора.

### Королева Швеции
25 ноября 1620 года в Стокгольме Мария Элеонора вышла замуж за короля Швеции Густава II Адольфа. 28 ноября состоялось помазание и коронация королевы Швеции. Брак был счастливым. Густав Адольф любил свою супругу, она сопровождала его в военных походах, когда Густав II Адольф во главе своих войск численностью 8 тысяч человек высадился в Померании. Но к управлению государством шведский король свою легкомысленную супругу не привлекал. Королеву описывали как своенравную, не особо интеллектуально одарённую и темпераментную женщину. Её любовь к музыке, живописи и архитектуре граничила с расточительством и привела к внушительным долгам. В самой Швеции королева за свою чуждую местным нравам склонность к роскоши и симпатию к иностранцам не пользовалась популярностью. Густав Адольф, «Северный лев», погиб в 1632 году в битве при Лютцене.

### Вдовствующая королева
Смерть мужа глубоко потрясла Марию Элеонору. Вскоре поползли слухи о том, что она постоянно держала при себе гроб с телом мужа, привезённый из Лютцена в Швецию, что помещённое в золотую шкатулку забальзамированное сердце короля каждую ночь подвешивалось над кроватью королевы и что Мария Элеонора постоянно препятствовала окончательному захоронению тела Густава Адольфа. Однако этот вошедший в историю образ истеричной, депрессивной и расточительной вдовствующей королевы изменился благодаря исследованиям, проведённым в 1980-х годах, которые показали, что этот образ был создан благодаря пропагандистской деятельности шведской знати, прежде всего семьи Оксеншерна.
Кристина, 6-летняя дочь Марии Элеоноры, в 1632 году стала официально королевой Швеции при регенте Акселе Оксеншерне. Мария Элеонора, узнавшая о смерти мужа во время пребывания в Эрфурте, незамедлительно вернулась в Швецию. Здесь у неё вскоре возник конфликт с Оксеншерной по поводу опеки и воспитания королевы. Она удалилась в свои вдовьи владения в замок Грипсхольм, где Оксеншерна сообщил ей о лишении свобод, которыми пользовались все вдовы шведских дворян. Её переписка с роднёй, проживавшей в Священной Римской империи, и в частности с тёткой, курфюрстиной Магдаленой Сибиллой Прусской, перлюстрировалась, а Мария Элеонора жаловалась, что с ней обращаются как с заговорщицей.
В 1640 году Мария Элеонора приняла решение тайно покинуть Швецию. С согласия короля Дании Кристиана IV она при авантюрных обстоятельствах сначала бежала на Готланд, где была торжественно встречена 24 июля 1640 года салютом из пушек. Сообщение о бегстве королевы из замка Грипсхольм, где бегство заметили только через неделю, было передано ещё четырьмя днями позже. Мария Элеонора осталась жить при датском дворе в Нюкебинге.
24 декабря 1642 года было согласован выезд Марии Элеоноры из Дании. Летом 1643 года она переехала в Инстербург и как вдова получала на своё содержание 40 тысяч талеров в год, а её дочь дополнительно увеличила эту сумму из собственных средств. Вдовствующая королева часто бывала при дворе бранденбургского курфюрста и жаловалась на нерегулярность выплаты шведского содержания. В 1644 году, получив власть в Швеции, дочь Марии Элеоноры связалась с ней по поводу матримониальных планов между Швецией и Бранденбургом.
Летом 1648 года Мария Элеонора окончательно вернулась в Стокгольм. Последние годы жизни она провела в добрых отношениях с дочерью и умерла вскоре после отречения дочери от трона. Похоронена в Риддархольмской церкви.

## Потомки
В браке с королём Швеции у Марии Элеоноры родились:
- дочь (1621)
- Кристина (1623—1624)
- сын (1625)
- Кристина (1626—1689), королева Швеции